# Thomas Rommel
Thomas Rommel (* 2. Oktober 1962 in Schwäbisch Hall) ist ein deutscher Anglist, Literaturwissenschaftler und Hochschullehrer. 

## Leben
Nach dem Abitur in Sennestadt studierte Thomas Rommel von 1983 bis 1989 Anglistik und Germanistik sowie Rhetorik bei Walter Jens an der Eberhard Karls Universität Tübingen. Anschließend war er als wissenschaftlicher Mitarbeiter am Englischen Seminar der Universität Tübingen (Lehrstuhl Prof. Dr. Hans-Werner Ludwig) tätig, wo er 1995 promovierte und im Jahr 2000 die Habilitation (venia legendi in englischer Philologie) mit einer Studie zu Adam Smith und der Moralphilosophie des 18. Jahrhunderts erwarb. Thomas Rommel wurde 2001 Professor für Literatur in Bremen. Er war Rector and Provost (2012–2015) am Bard College Berlin und Programmdirektor der American Academy in Berlin. Er ist Gastprofessor an der Vrije Universiteit Brussel.
Seine Forschungsgebiete sind Denken des 18. Jahrhunderts, Romantik, Literatur und Wirtschaft sowie Kanonizität.

## Schriften (Auswahl)
- „And trace it in this poem every line“. Methoden und Verfahren computerunterstützter Textanalyse am Beispiel von Lord Byrons „Don Juan“. Tübingen 1995, ISBN 3-8233-4906-6 (Dissertation Universität Tübingen, mit Lebenslauf)
- als Hrsg. mit Doris Feldmann und Fritz-Wilhelm Neumann: Anglistik im Internet. Proceedings of the 1996 Erfurt Conference on Computing in the Humanities. Heidelberg 1997, ISBN 3-8253-0380-2.
- mit Helen Winter: Adam Smith für Anfänger – Der Wohlstand der Nationen. Eine Lese-Einführung. 6. Auflage. München 2016, ISBN 978-3-423-30708-6.
- mit Hans-Werner Ludwig: Studium Literaturwissenschaft. Arbeitstechniken und Neue Medien. Tübingen 2003, ISBN 3-7720-2986-8.
- Das Selbstinteresse von Mandeville bis Smith. Ökonomisches Denken in ausgewählten Texten des 18. Jahrhunderts. Heidelberg 2006, ISBN 3-8253-5239-0. Zugleich Habilitationsschrift Tübingen 2000.
- als Hrsg. mit Mark Schreiber: Mapping Uncertain Territories. Space and Place in Contemporary Theatre and Drama. Trier 2006, ISBN 3-88476-826-3.
- als Hrsg.: Plagiate – Gefahr für die Wissenschaft?: Eine internationale Bestandsaufnahme. Münster/Berlin 2011, ISBN 978-3-643-11254-5.
- Grundbegriffe der Literatur. Berlin 2012, ISBN 978-3-643-11854-7.
- 50 Klassiker der Weltliteratur. Bücher lesen und verstehen. Berlin 2013, ISBN 978-3-8430-6922-9.
- mit Helen Winter: Adam Smith: The Wealth of Nations. An Introduction. Springer Graduate Texts in Philosophy. Cham: Springer, 2025, ISBN 978-3-031-91618-2.